# Prescrittivismo linguistico
Il prescrittivismo linguistico, o anche grammatica prescrittiva, è il tentativo di stabilire regole che definiscono il corretto utilizzo di una certa lingua. Queste regole possono riguardare aspetti linguistici come l'ortografia, la pronuncia, il vocabolario, la sintassi e la semantica. Talvolta informate dal purismo linguistico, tali pratiche normative possono suggerire che alcuni usi siano scorretti, incoerenti, illogici, privi di effetto comunicativo o di scarso valore estetico. Possono anche includere giudizi sull'uso del linguaggio socialmente corretto e politicamente corretto.
Il prescrittivismo linguistico può mirare a stabilire una lingua standard, insegnare ciò che una particolare società percepisce come la forma linguistica corretta o migliore, o consigliare una comunicazione efficace e stilisticamente felice.
Gli approcci prescrittivi alla lingua sono spesso contrapposti all'approccio descrittivo ("descrittivismo"), impiegato nella linguistica accademica, che osserva e registra come la lingua viene effettivamente utilizzata, senza alcun giudizio. La base della ricerca linguistica è l'analisi del testo (corpus) e lo studio sul campo, entrambe attività descrittive. La descrizione, tuttavia, può includere delle osservazioni dei ricercatori sul proprio uso della lingua. Nella tradizione linguistica dell'Europa orientale, la disciplina che si occupa di coltivare e prescrivere l'uso di una certa lingua standard è nota come "cultura della lingua" o "cultura del linguaggio".

## Organi di disciplina
La prescrizione linguistica è disciplinata ufficialmente o semi-ufficialmente in alcuni luoghi.
Ad esempio l'Accademia di Francia a Parigi è l'ente nazionale in Francese le cui raccomandazioni sulla lingua francese sono spesso seguite nel mondo francofono, sebbene non legalmente vincolanti. In Germania e nei Paesi Bassi, recenti riforme dell'ortografia e della punteggiatura, come la riforma ortografica tedesca del 1996, sono state ideate da gruppi di linguisti incaricati dai rispettivi governi e poi attuate dagli statuti, alcuni dei quali hanno suscitato un diffuso dissenso.
Esempi di organismi e iniziative prescrittive nazionali sono:
- Afrikaans: La Taalkommissie (Commissione linguistica) è responsabile della compilazione dell'Afrikaanse Woordelys en Spelreëls (elenco di parole e regole di ortografia afrikaans), un'ortografia dell'afrikaans formale e standardizzato.
- Albanese: La Sezione di Scienze Sociali e Albanologiche dell'Accademia delle Scienze dell'Albania per la varietà Tosk della lingua standard albanese.
- Francese canadese: l'Office québécois de la langue française nella provincia canadese del Québec, dove il francese è percepito come particolarmente minacciato dall'inglese.
- Olandese: nei Paesi Bassi e nella regione belga delle Fiandre, le norme di ortografia standardizzate sono adottate obbligatoriamente per le pubblicazioni governative e nell'istruzione (vedi Elenco di parole della lingua olandese). Anche la stampa fiamminga e altri media aderiscono a queste regole. Nei Paesi Bassi, tuttavia, i media applicano un'ortografia leggermente adattata, come indicato nel White Booklet.
- Francese: le raccomandazioni dell'Académie française, un organismo nazionale, sono giuridicamente inapplicabili, ma sono spesso seguite dai francofoni standard.
- Tedesco: la riforma dell'ortografia tedesca del 1996 ha stabilito gli usi ortografici normativi nazionali statutari per ciascuno dei paesi di lingua tedesca (Germania, Austria, Liechtenstein, Svizzera e Belgio). Tuttavia, la riforma è stata completamente ignorata da molte persone;
- Italiano: L'Accademia della Crusca, il corpo accademico di lingua italiana.
- Polacco: il Consiglio della lingua polacca per il polacco standard, mira a diffondere la conoscenza della lingua polacca, emette prescrizioni per l'uso standard (in polacco poprawna polszczyzna - "corretto polacco") e di formulare l'ortografia normativa.[8]
- Rumeno: l'Accademia rumena per il rumeno standard, le cui interpretazioni e istruzioni sono approvate dallo stato rumeno e da altre sostanze in cui il rumeno è autorevolmente riconosciuto (es. Unione Europea e Vojvodina). Nella Repubblica Moldova, unico paese oltre alla Romania dove il rumeno è la lingua di stato, è ufficialmente chiamato "Moldova" ed è monitorato dall'Istituto di Linguistica dell'Accademia delle Scienze della Moldova.
- Russo: L'Unione degli scrittori sovietici ha vigilato sulla lingua russa con prescrizioni linguistiche per stabilire una lingua russa standardizzata durante l'era dell'Unione Sovietica.
- Spagnolo: La Real Academia Española in affiliazione con l'Associazione delle Accademie di Lingua Spagnola per lo spagnolo standard in 21 paesi.

## Critiche
Il prescrittivismo è spesso oggetto di critiche. Molti linguisti, come Geoffrey Pullum, sono molto scettici sulla qualità dei consigli forniti in molte guide all'uso.
Una critica frequente è che la prescrizione tende a favorire la lingua di una particolare area o classe sociale rispetto ad altre, e quindi di fatto costituisce un ostacolo contro la diversità linguistica.
Un secondo problema legato al prescrittivismo è che tende a svalutare esplicitamente i dialetti non standard. È stato sostenuto che la prescrizione, oltre a formulare norme linguistiche standard, spesso tenta di influenzare i parlanti ad applicare invariabilmente i dispositivi linguistici proposti, senza considerare l'esistenza di diverse varietà e registri linguistici. Mentre alcuni linguisti approvano il ruolo pratico della standardizzazione linguistica negli stati nazionali moderni, alcuni modelli di codificazione prescrittiva sono stati criticati per essere andati ben oltre la semplice definizione di norme, vale a dire promuovendo la varietà linguistica autorizzata come unico mezzo legittimo della comunicazione e presentandola come l'unica valida base di correttezza, stigmatizzando usi non standard come "errori". Si dice che tali pratiche contribuiscano a perpetuare la convinzione che le forme di linguaggio non codificate siano intrinsecamente inferiori, creando stigma sociale e discriminazione nei confronti dei loro parlanti. Al contrario, i linguisti moderni riterrebbero generalmente che tutte le forme di linguaggio, inclusi sia i dialetti vernacolari sia le diverse realizzazioni di una varietà standardizzata, siano scientificamente uguali come strumenti di comunicazione, anche se ritenuti socialmente inadeguate per determinati contesti situazionali. Risultando nell'ideologia della lingua standard, le pratiche normative potrebbero anche far nascere la convinzione che l'istruzione formale esplicita sia un prerequisito essenziale per acquisire una corretta padronanza della propria lingua madre, creando così un enorme sentimento di insicurezza linguistica. Propagare tali atteggiamenti linguistici è caratteristico dei prescrittivisti nell'Europa orientale, dove le idee normativiste di correttezza possono essere trovate anche tra i linguisti professionisti.
Un altro problema serio legato al prescrittivismo è che le regole prescrittive si consolidano rapidamente ed è difficile cambiarle quando cambia la lingua. Quindi, c'è una tendenza per la prescrizione a restare indietro rispetto alla lingua volgare.
Un ulteriore problema è costituito dalla questione di specificare criteri comprensibili. Sebbene le istituzioni prescrittive possano avere idee chiare sul motivo per cui fanno una scelta particolare e le loro scelte sono raramente del tutto arbitrarie, non esiste una metrica linguisticamente sostenibile per accertare quali forme di linguaggio dovrebbero essere considerate standard o altrimenti preferibili.
Infine, c'è il problema del dogmatismo ingiustificato. Sebbene le autorità competenti tendano a fare dichiarazioni caute, questo non rallenta la comune tendenza a condannare ingiustificatamente alcuni usi comuni della lingua. Un saggio consiglio prescrittivo che identifica una forma come colloquiale o non standard, suggerendo che sia usata con cautela in alcuni contesti può, se ripreso in classe, trasformarsi in una sentenza che la forma non preferita è automaticamente inaccettabile in tutte le circostanze, un punto di vista che i linguisti accademici rifiutano..
Per queste ragioni, alcuni scrittori sostengono che la prescrizione linguistica sia sciocca o futile. Samuel Johnson ha commentato la tendenza di alcune prescrizioni a resistere al cambiamento di lingua: